# Kingsley Township
Kingsley Township est un township qui s'étend du centre au nord du comté de Forest, en Pennsylvanie, aux États-Unis,. En 2010, il comptait une population de 363 habitants.

## Démographie
Lors du recensement de 2010, le township comptait une population de 363 habitants. Elle est estimée, en 2018, à 323 habitants.

### Source de la traduction
- (en) Cet article est partiellement ou en totalité issu de l’article de Wikipédia en anglais intitulé « Kingsley Township, Forest County, Pennsylvania » (voir la liste des auteurs).